# Aulo Manlio Torquato
Aulo Manlio Torquato (latino: Aulus Manlius Torquatus) (fl. II secolo a.C.) è stato un politico e generale romano.

## Biografia
Aulo Manlio Torquato era figlio di un Aulo, noto solo nei Fasti consulares e nipote di Tito Manlio Torquato, console  nel 235 a.C. e nel 204. Suo fratello Tito Manlio Torquato fu console nel 165 a.C..
Aulo divenne pretore nel 167 a.C. e gli fu affidata la Sardegna, ma non vi si recò mai, perché il Senato romano lo trattenne a Roma per investigare su alcune faccende di capitale importanza.
Nel 164 a.C. fu eletto console ed ebbe come collega Quinto Cassio Longino.
Secondo Plinio un console Aulo Manlio Torquato morì improvvisamente: potrebbe trattarsi sia di questo Aulo che di Aulo Manlio Torquato Attico, il console del 244 a.C. e del 241 a.C..